# Temporada 1889-1890 del Liceu
La temporada 1889-1890 del Liceu es va inaugurar el 8 de novembre amb l'estrena a Catalunya de Tristan und Isolde de Wagner; l'òpera fou cantada en traducció italiana i anunciada com a Tristano e Isotta, segons una traducció d'Arrigo Boito i Angelo Zanardini.
Durant els últims mesos de l'any 1889, una epidèmia de grip va fer tancar el teatre. L'última funció havia estat el dia de Nadal després de la presentació d'una lleugera nord-americana de gran renom, Marie van Zandt, que només va poder fer dues representacions de Dinorah i una de La sonnambula.
| Temporada 1889-1890 del Liceu |                           |                  |                   | |           |                     |
| Òpera                         | Compositor                | Director musical | Director d'escena | Papers principals | Producció | Dates               |
| Los Amantes des Teruel        | Tomas Breton              |                  |                   | Medea Borelli, Alice Del Bruno, Fernando Valero/Emilio De Marchi, Eugeni Laban, Luis Visconti, Josep Boldù, Anton Oliver             |           | octubre             |
| Il trovatore                  | Giuseppe Verdi            | Joan Goula Fité  |                   | Eugeni Laban, Medea Borelli, Giulia Novelli, Emilio De Marchi, Luis Visconti, Concepción Arrieta, Antoni Oliver, Domènec Campins     |           | 12, 17, 19 novembre |
| Carmen                        | Georges Bizet             | Joan Goula       |                   | Elisa Bruno, Giuseppina Huguet, Enric Bertran/ Emilio De Marchi, Jaume Bachs, Concepción Arrieta,Ottilia Pierdori, Josep Boldù       |           | 17 de novembre      |
| Lohengrin                     | Richard Wagner            | Joan Goula       |                   | Avelina Carrera, Giulia Novelli/Alice Del Bruno, Francesco Marconi, Eugeni Laban, Anton Vidal, Salvador Mestres                      |           | 21 de novembre      |
| Francesca da Rimini           | Antonio Cagnoni           |                  |                   | Dina Barberini, Alice Del Bruno, Emilio De Marchi, Eugeni Laban, Giuseppe Dorini                                                     |           | novembre            |
| Les Huguenots                 | Giacomo Meyerbeer         |                  |                   | Elena Le Roux/Medea Borelli, Carolina Garagnani, Alice Del Bruno, Francesco Marconi, Eugeni Laban, Auguste Bourdouresque/Anton Vidal |           | nov                 |
| Orfeu i Eurídice              | Christoph Willibald Gluck |                  |                   | Carolina Garagnani, Sofia Scalchi Lolli, Giuseppina Huguet                                                                           |           | 5 de desembre       |
| Lucrezia Borgia               | Vincenzo Bellini          |                  |                   | Medea Borelli, Alice Del Bruno, Emilio De Marchi, Luis Visconti                                                                      |           | desembre            |
| Semiramide                    | Gioacchino Rossini        |                  |                   | Medea Borelli, Sofia Scalchi Lolli, Federico Bestar, Luis Visconti                                                                   |           | de                  |
| Dinorah                       | Giacomo Meyerbeer         |                  |                   | Marie van Zandt, Giuseppina Huguet, Paolo Pelagalli Rossetti, Eugeni Laban, Alice Del Bruno, Anton Oliver                            |           | desembre            |
| La sonnambula                 | Vincenzo Bellini          |                  |                   | Marie van Zandt, Paolo Pelagalli Rossetti                                                                                            |           | desembre            |